# César Cueto
Pour les articles homonymes, voir Cueto.
César Augusto Cueto Villa (né le 16 juin 1952 à Lima) est un footballeur péruvien, surnommé « El Poeta de la Zurda » (« le Poète Gaucher »).
Milieu de terrain de l'Alianza Lima et de l'équipe du Pérou, César Cueto était un joueur à la technique rare, au toucher de balle incomparable et l'auteur de nombreuses passes décisives pour ses coéquipiers[réf. nécessaire]. Il est considéré par beaucoup comme le meilleur milieu de terrain péruvien de l'histoire.

## Biographie

### Carrière en club
Avec l'Alianza Lima, Cueto remporte trois fois le championnat du Pérou en 1975, 1977 et 1978. À partir de 1979, il poursuit sa carrière en Colombie et s'engage notamment avec l'Atlético Nacional. Il y évolue pendant cinq ans au point de devenir l'une des idoles de ce club avec lequel il gagne le championnat de Colombie en 1981. Il aura l'occasion d'être sacré une deuxième fois en Colombie, cette fois-ci avec l'América de Cali, en 1984.
Au cours de sa carrière, il dispute cinq éditions de la Copa Libertadores (quatre avec l'Alianza Lima et une avec l'América de Cali) pour un total de 30 matchs joués dans cette compétition (sept buts marqués).

### Carrière en équipe nationale
International péruvien, César Cueto remporte la Copa América 1975 et participe à deux coupes du monde en 1978 et 1982. Il compte 51 sélections et six buts marqués entre 1972 et 1997.

## Palmarès

### En club
| Alianza Lima - Championnat du Pérou (3) : - Champion : 1975, 1977 et 1978. |  | Atlético Nacional - Championnat de Colombie (1) : - Champion : 1981. |  | America de Cali - Championnat de Colombie (1) : - Champion : 1984. |

### En équipe nationale
Pérou
- Copa América (1) :
  - Vainqueur : 1975.
- Coupe du monde
  - Second tour : 1978.

#### Buts en sélection
| Buts en sélection de César Cueto | Buts en sélection de César Cueto | Buts en sélection de César Cueto                       | Buts en sélection de César Cueto | Buts en sélection de César Cueto | Buts en sélection de César Cueto | Buts en sélection de César Cueto |
|                                  | Date                             | Lieu                                                   | Adversaire                       | Score                            | Résultat                         | Compétition                      |
| -------------------------------- | -------------------------------- | ------------------------------------------------------ | -------------------------------- | -------------------------------- | -------------------------------- | -------------------------------- |
| 1.                               | 7 août 1975                      | Estadio Nacional, Lima (Pérou)                         | Bolivie                          | 2-0 s.p.                         | 3-1                              | CA 1975                          |
| 2.                               | 3 juin 1978                      | Estadio Olímpico Chateau Carreras, Córdoba (Argentine) | Écosse                           | 1-1                              | 3-1                              | CM 1978                          |
| 3.                               | 25 juillet 1979                  | Estadio El Campín, Bogota (Colombie)                   | Colombie                         | 1-2                              | 1-2                              | Amical                           |
| 4.                               | 25 avril 1982                    | Stade du 5-Juillet-1962, Alger (Algérie)               | Algérie                          | 0-1                              | 1-1                              | Amical                           |
| 5.                               | 23 avril 1985                    | Estadio Nacional, Lima (Pérou)                         | Uruguay                          | 2-1                              | 2-1                              | Amical                           |
| 6.                               | 16 juin 1985                     | Estadio Nacional, Lima (Pérou)                         | Venezuela                        | 4-1                              | 4-1                              | QCM 1986                         |